# 拉阿 (卢瓦雷省)
拉阿（法語：Laas）是法国卢瓦雷省的一个市镇，属于皮蒂维耶区（Pithiviers）皮蒂维耶尔县（Pithiviers）。该市镇总面积6.6平方公里，2009年时的人口为202人。

## 人口
拉阿人口变化图示